# Pine Island Center
Pine Island Center è un census-designated place (CDP) degli Stati Uniti d'America, situato in Florida, nella contea di Lee.